# Giro del Trentino 2012
Il Giro del Trentino 2012, trentaseiesima edizione della corsa, si svolse tra il 17 e il 20 aprile 2012 lungo un percorso di complessivi 511,6 km suddiviso in quattro tappe. Faceva parte del circuito UCI Europe Tour, categoria 2.HC. La vittoria fu appannaggio dell'italiano Domenico Pozzovivo, che concluse la competizione con il tempo di 12h57'47" alla media di 39,069 km/h.

## Tappe
| Tappa  | Data      | Percorso                                             | km    | Vincitore di tappa | Leader cl. generale |
| ------ | --------- | ---------------------------------------------------- | ----- | ------------------ | ------------------- |
| 1ª     | 17 aprile | Riva del Garda > Arco (cron. a squadre)              | 14,3  | BMC Racing Team    | Taylor Phinney      |
| 2ª     | 18 aprile | Mori > Sant'Orsola Terme Val dei Mocheni             | 152   | Damiano Cunego     | Mathias Frank       |
| 3ª     | 19 aprile | Pergine Coop. Piccoli Frutti > Brenzone Punta Veleno | 167,8 | Domenico Pozzovivo | Domenico Pozzovivo  |
| 4ª     | 20 aprile | Castelletto di Brenzone > Passo Pordoi/Val di Fassa  | 177,5 | Darwin Atapuma     | Domenico Pozzovivo  |
| Totale | Totale    | Totale                                               | 511,6 |                    |                     |

## Squadre e corridori partecipanti
Al via si sono presentate sedici squadre ciclistiche, tra le quali cinque con licenza da UCI ProTeam (Liquigas-Cannondale, Lampre-ISD, Astana Pro Team, BMC Racing Team e AG2R La Mondiale) e dieci con licenza UCI Professional Continental Team. Una sola formazione, il Team Idea, rientra nella fascia UCI Continental Team.
| N.    | Cod. | Squadra                      |
| ----- | ---- | ---------------------------- |
| 1-8   | LAM  | Lampre-ISD                   |
| 11-18 | LIQ  | Liquigas-Cannondale          |
| 21-28 | ALM  | AG2R La Mondiale             |
| 31-38 | AST  | Astana Pro Team              |
| 41-48 | BMC  | BMC Racing Team              |
| 51-58 | EUC  | Team Europcar                |
| 61-68 | COL  | Colombia-Coldeportes         |
| 71-78 | ASA  | Acqua & Sapone               |
| 81-88 | AND  | Androni Giocattoli-Venezuela |

| N.      | Cod. | Squadra                   |
| ------- | ---- | ------------------------- |
| 91-98   | CSS  | Champion System           |
| 101-108 | FAR  | Farnese Vini-Selle Italia |
| 111-118 | COG  | Colnago-CSF Inox          |
| 121-128 | SPI  | Team SpiderTech           |
| 131-138 | APP  | Team NetApp               |
| 141-148 | UNA  | Utensilnord-Named         |
| 151-158 | UHC  | UnitedHealthcare          |
| 161-168 | IDE  | Team Idea                 |

## Dettagli delle tappe

### 1ª tappa
- 18 aprile: Riva del Garda > Arco – Cronometro a squadre – 14,3 km

Risultati
| Pos. | Squadra          | Tempo  |
| ---- | ---------------- | ------ |
| 1    | BMC Racing Team  | 10'50" |
| 2    | Astana Pro Team  | a 10"  |
| 3    | Colnago-CSF Inox | a 13"  |

| Pos. | Corridore         | Squadra | Tempo    |
| ---- | ----------------- | ------- | -------- |
| 1    | Taylor Phinney    | BMC     | 4h08'28" |
| 2    | Alessandro Ballan | BMC     | s.t.     |
| 3    | Marco Pinotti     | BMC     | s.t.     |

### 2ª tappa
- 18 aprile: Mori > Sant'Orsola Terme Val dei Mocheni – 152 km

Risultati
| Pos. | Corridore               | Squadra      | Tempo    |
| ---- | ----------------------- | ------------ | -------- |
| 1    | Damiano Cunego          | Lampre-ISD   | 3h59'30" |
| 2    | Carlos Alberto Betancur | Acqua & Sap. | s.t.     |
| 3    | Roman Kreuziger         | Astana       | s.t.     |

| Pos. | Corridore               | Squadra      | Tempo    |
| ---- | ----------------------- | ------------ | -------- |
| 1    | Mathias Frank           | BMC          | 4h15'23" |
| 2    | Roman Kreuziger         | Astana       | a 3"     |
| 3    | Carlos Alberto Betancur | Acqua & Sap. | a 7"     |

### 3ª tappa
- 19 aprile: Pergine Coop. Piccoli Frutti > Brenzone Punta Veleno – 167,8 km

Risultati
| Pos. | Corridore          | Squadra     | Tempo    |
| ---- | ------------------ | ----------- | -------- |
| 1    | Domenico Pozzovivo | Colnago-CSF | 4h15'23" |
| 2    | Sylwester Szmyd    | Liquigas    | a 23"    |
| 3    | Damiano Cunego     | Lampre-ISD  | a 1'23"  |

| Pos. | Corridore          | Squadra     | Tempo    |
| ---- | ------------------ | ----------- | -------- |
| 1    | Domenico Pozzovivo | Colnago-CSF | 8h20'42" |
| 2    | Damiano Cunego     | Lampre-ISD  | a 25"    |
| 3    | Sylwester Szmyd    | Liquigas    | a 49"    |

### 4ª tappa
- 20 aprile: Castelletto di Brenzone > Passo Pordoi Val di Fassa – 177,5 km

Risultati
| Pos. | Corridore               | Squadra      | Tempo    |
| ---- | ----------------------- | ------------ | -------- |
| 1    | Darwin Atapuma          | Coldeportes  | 4h37'03" |
| 2    | Carlos Alberto Betancur | Acqua & Sap. | a 3"     |
| 3    | Domenico Pozzovivo      | Colnago-CSF  | a 6"     |

| Pos. | Corridore          | Squadra     | Tempo     |
| ---- | ------------------ | ----------- | --------- |
| 1    | Domenico Pozzovivo | Colnago-CSF | 12h57'47" |
| 2    | Damiano Cunego     | Lampre-ISD  | a 40"     |
| 3    | Sylwester Szmyd    | Liquigas    | a 1'04"   |

## Evoluzione delle classifiche
| Tappa              | Vincitore          | Classifica generale Maglia fucsia | Classifica scalatori Maglia verde | Classifica trag. volanti Maglia amaranto | Classifica giovani Maglia bianca | Classifica a squadre         |
| ------------------ | ------------------ | --------------------------------- | --------------------------------- | ---------------------------------------- | -------------------------------- | ---------------------------- |
| 1ª                 | BMC Racing Team    | Taylor Phinney                    | non assegnata                     | non assegnata                            | non assegnata                    | BMC Racing Team              |
| 2ª                 | Damiano Cunego     | Mathias Frank                     | Marco Frapporti                   | Matthias Friedemann                      | Carlos Alberto Betancur          | AG2R La Mondiale             |
| 3ª                 | Domenico Pozzovivo | Domenico Pozzovivo                | Domenico Pozzovivo                | Marco Frapporti                          | Carlos Alberto Betancur          | Androni Giocattoli-Venezuela |
| 4ª                 | Darwin Atapuma     | Domenico Pozzovivo                | Domenico Pozzovivo                | Marco Frapporti                          | Carlos Alberto Betancur          | Androni Giocattoli-Venezuela |
| Classifiche finali | Classifiche finali | Domenico Pozzovivo                | Domenico Pozzovivo                | Marco Frapporti                          | Carlos Alberto Betancur          | Androni Giocattoli-Venezuela |

## Classifiche finali

### Classifica generale - Maglia fucsia
| Pos. | Corridore               | Squadra       | Tempo     |
| ---- | ----------------------- | ------------- | --------- |
| 1    | Domenico Pozzovivo      | Colnago-CSF   | 12h57'47" |
| 2    | Damiano Cunego          | Lampre-ISD    | a 40"     |
| 3    | Sylwester Szmyd         | Liquigas      | a 1'04"   |
| 4    | Carlos Alberto Betancur | Acqua & Sap.  | a 1'42"   |
| 5    | José Rujano             | Androni Gioc. | a 2'07"   |
| 6    | Roman Kreuziger         | Astana        | a 2'33"   |
| 7    | Hubert Dupont           | AG2R La Mond. | a 2'34"   |
| 8    | Darwin Atapuma          | Coldeportes   | a 3'55"   |
| 9    | Marco Pinotti           | BMC           | a 4'01"   |
| 10   | Mathias Frank           | BMC           | a 4'05"   |

### Classifica scalatori - Maglia verde
| Pos. | Corridore          | Squadra     | Punti |
| ---- | ------------------ | ----------- | ----- |
| 1    | Domenico Pozzovivo | Colnago-CSF | 14    |
| 2    | Marco Frapporti    | Team Idea   | 10    |
| 3    | Sylwester Szmyd    | Liquigas    | 8     |
| 4    | Darwin Atapuma     | Coldeportes | 6     |
| 5    | Davide Mucelli     | Utensilnord | 6     |

### Classifica dei traguardi volanti - Maglia amaranto
| Pos. | Corridore        | Squadra     | Punti |
| ---- | ---------------- | ----------- | ----- |
| 1    | Marco Frapporti  | Team Idea   | 8     |
| 2    | Brian Vandborg   | SpiderTech  | 6     |
| 3    | Reto Hollenstein | Team NetApp | 4     |
| 4    | Francisco Vila   | Utensilnord | 4     |
| 5    | Davide Mucelli   | Utensilnord | 4     |

### Classifica giovani - Maglia bianca
| Pos. | Corridore               | Squadra       | Tempo     |
| ---- | ----------------------- | ------------- | --------- |
| 1    | Carlos Alberto Betancur | Acqua & Sap.  | 12h59'29" |
| 2    | Darwin Atapuma          | Coldeportes   | a 2'13"   |
| 3    | Chris Butler            | Champion Sys. | a 14'37"  |
| 4    | Michael Rodríguez       | Coldeportes   | a 15'40"  |
| 5    | Fabio Felline           | Androni Gioc. | a 22'58"  |

### Classifica a squadre
| Pos. | Squadra                      | Tempo    |
| ---- | ---------------------------- | -------- |
| 1    | Androni Giocattoli-Venezuela | 38h30'57 |
| 2    | Liquigas-Cannondale          | a 3'23"  |
| 3    | AG2R La Mondiale             | a 7'45"  |
| 4    | Astana Pro Team              | a 7'51"  |
| 5    | Acqua & Sapone               | a 13'02" |